# ザ・スリル
ザ・スリル (THE THRILL) は、15人のメンバーによる、ビッグバンドスタイルの日本のロックバンド。

## メンバー
- 横山英規: BASS
- ゲンショウ: DRUMS
- GAKU: GUITAR
  - かつてはNEW DAYS NEWz、THE FUSEのメンバーとして活動。
- 岡部洋一: PERCUSSIONS
- 澄田啓: KEYBOARDS
- ロベルト小山: ALTO SAXOPHONE / FLUTE
- YUKARIE: TENOR SAXOPHONE
- 石川宏明: TENOR SAXOPHONE
- スマイリー: SOPRANO SAXOPHONE
- 矢島恵理子: BARITONE SAXOPHONE
- 平田直樹: TRUMPET
- 多田暁: TRUMPET
- RIEZ!: TRUMPET
- 小泉邦男: TROMBONE
- 関島岳郎: TUBA

### 旧メンバー
- 寺師徹: GUITAR
- 渡辺蕗子: BAND MASTER
- シキタ純: BAND MASTER
  - バンド創設者。1995年脱退。
  - 2017年9月10日死去[1]。
- 増井朗人: TROMBONE
- SASUKE: TROMBONE

## 来歴
1990年夏にエンターテインメントプロデューサーのシキタ純が、ショコラータ、ミュート・ビート、じゃがたらなど当時の先鋭的なバンドのミュージシャンを中心に集めて結成された。同年12月にインクスティック鈴江のこけら落としとして3日間の初ライブを行う。1992年に東芝EMIよりデビューアルバムをリリース。渋谷クアトロ、新宿リキッド・ルームなどでの都内ライヴ活動を中心に、地方各都市へのツアー展開や、日本武道館でのACT AGAINST AIDS '94など多くのイベントに出演する。
1995年にシキタ純が脱退したことでバンドはショー的な要素を減らすが、ビッグバンドによるロックをより深く追求していく転機となる。
東芝EMIよりオリジナル・アルバムを4枚とシングルを2枚リリースした後、OVA『青の6号』やCX系テレビドラマ『ナオミ』のサウンドトラックなど映像への楽曲提供も行う。
2002年にアルバム"THE NEW ODYSSEY"、ライヴDVD"LIVE TRUTH"をリリース。FIFAワールドカップ2002日韓大会のNHKテーマソングであるポルノグラフィティ「Mugen」のレコーディングとMVに参加。
2003年陣内孝則が監督した自伝映画『ROCKERS』のサウンドトラックに参加。映画にも出演。
2005年12月にバンド結成15周年記念ライヴ"GREAT ADVENTURE"を渋谷O-EASTにて行い、ゲストの金子マリ、陣内孝則、三上博史、エミ・エレオノーラ、藤井尚之、MAGUMI（レピッシュ）、UAらと3時間半に渡り意欲的なパフォーマンスを見せた。
2006年にはFUJI ROCK FESTIVALに出演。2008年にはアルバム"08"、2014年11月にアルバム"Delicious Time"をリリース。
2015年のバンド結成25周年を"SILVER ANNIVERSARY"と銘打ち、ライブイベント"SILVER RUSH"の主催など精力的に活動する。

## ディスコグラフィ

### 参加作品
| 発売日       | タイトル                                                                     | 規格品番   | 曲順      | 楽曲            |
| ------------ | ---------------------------------------------------------------------------- | ---------- | --------- | --------------- |
| 2003年9月3日 | ロッカーズ オリジナル・サウンドトラック                                      | COCP-50741 | M.15      | THE NEW ODYSSEY |
| 2006年7月5日 | Reunion-GONZO Compilation 1998～2005-～主題歌 & テーマコレクション1998～2005 | VICL-61899 | Disc1/M.1 | 青の覚醒        |

## タイアップ一覧
| 使用年 | 曲名                 | タイアップ                             |
| ------ | -------------------- | -------------------------------------- |
| 1993年 | GIANT GROOVE         | 花王「ソフィーナ」CMソング             |
| 1994年 | FUNKY BUSINESS       | ロッテ「ブラックブラックガム」CMソング |
| 1996年 | THE BLITZ/電撃大作戦 | ロート製薬「ロートZi:φ」CMソング       |
| 1998年 | 青の覚醒             | OVA『青の6号』オープニングテーマ       |

## メディア出演

### テレビ
- ジャングルTV 〜タモリの法則〜（TBS系） - バックバンド